# Roland Nungesser
Roland Nungesser (* 9. Oktober 1925 in Nogent-sur-Marne, Département Val-de-Marne; † 30. März 2011 in Saint-Mandé, Département Val-de-Marne) war ein französischer Politiker des Rassemblement du peuple français (RPF), der Union pour la Nouvelle République (UNR), Union pour la défense de la République (UDR) sowie zuletzt des Rassemblement pour la République (RPR).

## Leben
Nungesser, ein Neffe des durch seine Einsätze im Ersten Weltkrieg berühmten Jagdfliegers Charles Nungesser, studierte nach dem Schulbesuch Rechtswissenschaften an der Universität Paris und absolvierte nach Beendigung dieses Studiums mit einem Lizenziat ein postgraduales Studium am Institut d’études politiques de Paris, dem sogenannten „Sciences Po“, das er mit einem Diplom abschloss.
Er war von Anfang an ein Anhänger der von Charles de Gaulle geprägten Politik des Gaullismus und bereits Mitglied des Rassemblement du peuple français (RPF). 1958 wurde er als Kandidat der UNR zum ersten Mal als Abgeordneter in die Nationalversammlung gewählt und vertrat in dieser die Interessen des Département Val-de-Marne bis 1997. Zugleich 1959 wurde er erstmals Bürgermeister von Nogent-sur-Marne und bekleidete dieses Amt bis 1995.
Im Januar 1966 wurde er Staatssekretär für Wohnungsbau in der Regierung von Premierminister Georges Pompidou und behielt dieses Amt bis April 1967. Nachdem er von April 1967 bis Mai 1968 Staatssekretär für Internationale Angelegenheiten im Wirtschafts- und Finanzministerium war, wurde er vom 30. Mai bis zum 10. Juli 1968 für kurze Zeit Minister für Jugend und Sport im Kabinett Pompidou. Als solcher setzte er sich für das erste Gesetz für Sportausstattungen ein und förderte zum anderen ein Gesetz zum Naturschutz. Danach war er von 1969 bis 1974 erstmals Vizepräsident der Nationalversammlung.
Nachdem die politische Rechte zum ersten und einzigen Mal eine Mehrheit im Generalrat des Départements Val-de-Marne erhalten hatte, wurde er Präsident des Generalrats und behielt diese Funktion bis 1976. Danach war er zwischen 1977 und 1978 erneut Vizepräsident der Nationalversammlung.
Für seine politischen Verdienste wurde er im April 2007 zum Commandeur de la Légion d’Honneur ernannt.

## Veröffentlichungen
Neben La révolution qu'il faut faire (1970) verfasste Nungesser mehrere Vorworte zu politischen Büchern.